# سهراب (نام)
در زیر فهرستی از افراد با نام سهراب را می‌بینید:
- سهراب فرزند رستم از شخصیت‌های شاهنامه فردوسی
- سهراب یکم
- سهراب دوم
- سهراب هادی نقاش و گرافیست
- سهراب سپهری شاعر و نقاش
- سهراب علوی‌نیا پژوهشگر فلسفه و استاد دانشگاه
- سهراب مرادی وزنه‌بردار
- سهراب بختیاری‌زاده بازیکن سابق فوتبال